# Marc Baert
Marc Baert, pseudoniem voor Antoon Constand Eduard Van Marcke, (Merksem, 7 april 1901 - Antwerpen, 5 juni 1988), was een Antwerpse volksfiguur en aspirant politicus. 

## Levensloop
Hij was familie van Eugene Van Marcke, stichter van de Flandriaboten en schrijfster Leen Van Marcke. Hij heeft een aantal jaren in Sint-Antonius gewoond. Hij was daar een tijd getrouwd met een onderwijzeres van de lagere school. Jarenlang leurde hij in Antwerpen en omstreken langs de straten, van deur tot deur, maar ook in de cafés, met zijn volledig zelfgeschreven tijdschrift Het licht. Hij was van ver herkenbaar aan zijn lange, zwarte jas, lange baard en in zijn hand zijn kranten. 
Zijn credo was een eenvoudige leefwijze, zoals in het christelijke ideaal van Franciscus van Assisi. Tegen het einde van zijn leven bekeerde hij zich tot de Jehova's getuigen.
Marc Baert stichtte een eigen eenmans politieke partij: Kaganovemus. Veel mensen dachten dat dit zijn echte naam was en hij werd meestal aangesproken als Kaga. Hij werd nooit verkozen.
Na zijn dood werd hij gecremeerd, zijn as werd uitgestrooid op de oude strooiweide van het Schoonselhof.